# Cratichneumon pallitarsis
Cratichneumon pallitarsis là một loài tò vò trong họ Ichneumonidae.